# David Barlow
David Barlow (Melbourne, 22 de outubro de 1983) é um basquetebolista profissional australiano, atualmente joga no CAI Zaragoza.